# Claes Janson
Claes Janson, folkbokförd Claes Gösta Jansson, född 30 juli 1947 i Nyköping, är en svensk sångare inom jazz, blues och visa.

## Biografi
Under skoltiden i Sundsvall turnerade han med Canyon Group som hade flera placeringar på Svensktoppen mellan 1963 och 1965 och flera framträdanden i radio och TV.
Efter studentexamen i mitten av 1960-talet och militärtjänst i Sollefteå garnison skrev han in sig vid Uppsala universitet. Han var med och startade bluesgruppen Good Morning Blues 1967 och var sedan verksam utomlands runt Medelhavet med underhållning, restaurang, turism och hotellverksamhet till 1975.
Janson flyttade tillbaks till Sverige och var 1975–1976 med och startade nya Hamburger Börs. Därefter var han ansvarig för Jazzklubb Fasching i Stockholm 1977–1978. Han har hela tiden parallellt varit musikaliskt verksam i olika konstellationer från duo till storband, till exempel med Tomas Ledin, Gugge Hedrenius BBB, Sandviken Big Band, Good Morning Blues, Soul Train, Öhman Organ Grinders. Han har spelat in ett flertal soloskivor där han ofta samarbetat med Anders Widmark, som skrivit originalmusik till Claes Janson.
Janson har också haft flera filmroller. Mest känd är han som rövaren Tjorm i Tage Danielssons filmatisering av Astrid Lindgrens Ronja Rövardotter där han också sjöng tillsammans med Tommy Körberg och Rune Andersson i de numera klassiska rövarvisorna.
Tillsammans med Monica Borrfors och Bohuslän Big Band har han gjort en CD med Povel Ramel-låtar. Efter att 1998 fått framträda inför sin förebild Ray Charles när denne mottog Polarpriset i Berwaldhallen gav Janson ut en hyllnings-CD, The Best of Ray Charles 2009. 2013 spelade han in en CD med Stevie Wonder-låtar, Stevie Wonder Unplugged. År 2016 släppte Janson en CD som är en hyllning till Totta Näslund inspelad tillsammans med Internationalorkestern. 2019 släppte de en uppföljande hyllning, "Sluskblues 2". I november 2018 kom Ett ord till mina polare med texter av Hasse Widmark, utom en, som skrivits av Thomas Lindroth.
Janson har i grupp och som solist gett ut över 40 SP; EP; LP/CD. Han samarbetade mycket med pianisten och organisten Kjell Öhman samt pianisten och kompositören Anders Widmark, men också med den nya generationens jazzmusiker. Jansons brorson Nils Janson är trumpetare. År 2017 50-årsjubilerade hans band Good Morning Blues.

## Priser och utmärkelser
Bland de priser han erhållit finns:
- DN:s Kasperpris
- Cornelis Vreeswijk-stipendiet (1992)
- LO:s jubileumsstipendium
- Uppsala Kulturstipendium
- Sparbankstiftelsen Upsala's kulturstipendium
- Torgny Segerstedtstipendiet
- Årets Rönnerdahl
- Legitimerad legend (2013)[5]
- Monica Zetterlund-stipendiet (2016)

## Diskografi
Skivor i eget namn.
- 1965 – Violer till mor (singel Karusell)
- 1965 – Med gitarren i min hand (EP Decca)
- 1966 – Molly (EP Karusell)
- 1972 – Good Morning Blues (LP digitally remastered 2021)
- 1990 – Frestelser (Caprice)
- 1993 – All of Me (Sittel)
- 1996 – Samlad (Sitell)
- 1997 – Skuggorna runt Slussen (Gazell)
- 2000 – Nat King Cole Forever (Sittel)
- 2000 – Ramel, Ramel, Ramel (med Monica Borrfors och Bohuslän Big Band) (Gazell)
- 2001 – Ångbåtsblues (Gazell)
- 2002 – BlåGul Blues (Gazell)
- 2007 – Tonight! (Gazell)
- 2009 – The Best of Ray Charles (Gazell)
- 2013 – Stevie Wonder Unplugged (Ladybird)
- 2016 – Sluskblues – En hyllning till Totta Näslund (Ball & Chain records)
- 2018 – Ett ord till mina polare (VAX Records)
- 2022 – Det regnar i min stad (Stunt Records)

## Filmografi
Claes Janson har medverkat i totalt fyra långfilmer.
- 1984 – Ronja Rövardotter
- 1995 – Hundarna i Riga
- 1995 – Pensionat Oskar
- 2006 – Love and War

### Webbkällor
- Claes Janson i Nationalencyklopedins webbupplaga
- Claes Janson på svenskjazz.se

### Fotnoter
1. 1 2  Sveriges befolkning 1990, CD-ROM, Version 1.00, Riksarkivet (2011).
2. ↑  "Claes Janson tillbaka på scenen i Sundsvall" Arkiverad 20 december 2016 hämtat från the Wayback Machine. Sundsvalls Tidning 18 november 2008
3. ↑  ”Claes Janson”. IMDb.com. http://www.imdb.com/name/nm0418101/?ref_=fn_al_nm_1. Läst 3 maj 2014.
4. ↑  Claes Janson i Svensk mediedatabas
5. ↑  ”Mikael Ramel & Wille Crafoord Legitimerade Legender”. http://www.mikaelramel.com/legitimerade_legender/legitimerade_legender.shtml. Läst 25 oktober 2014.
6. ↑  Claes Janson på Svensk Filmdatabas